# Liste der Naturdenkmäler in Bad Arolsen
Die Liste der Naturdenkmäler in Bad Arolsen nennt die in der Stadt Bad Arolsen im Landkreis Waldeck-Frankenberg in Hessen gelegenen Naturdenkmäler. Sie sind nach den §§ 28, 22 des Hessischen Gesetzes über Naturschutz und Landschaftspflege sowie § 12 des Hessischen Ausführungsgesetzes zum Bundesnaturschutzgesetz geschützt.
| Bild            | Bezeichnung                        | Ortsteil, Lage                                  | Beschreibung                                                                                                  | Art            | Nr.    |
| --------------- | ---------------------------------- | ----------------------------------------------- | --- | -------------- | ------ |
| Fotos hochladen | Baumgruppe                         | Bad Arolsen 51° 22′ 44,7″ N, 9° 1′ 18,6″ O      | Markante Baumgruppe aus einer Buche, einer Eiche und einem Mammutbaum südlich des Schlosses.                  | Baumgruppe     | 02 001 |
| BW              | „Jeppenteich“                      | Bühle 51° 17′ 59,3″ N, 9° 5′ 51,3″ O            | Naturnahes Gewässer mit seinen Verlandungszonen, ca. 2,1 km südlich von Bühle.                                | Gewässer       | 02 002 |
| BW              | „Schweinsloch“                     | Helsen 51° 24′ 8,1″ N, 9° 0′ 10,5″ O            | Für den Vogel- und Amphibienschutz wertvolles Feuchtgebiet ca. 1,2 km nördlich von Helsen.                    | Gewässer       | 02 003 |
| BW              | Altbäume und Fledermausstelle      | Helsen 51° 22′ 55,9″ N, 8° 59′ 29,5″ O          | Altbaumbestand mit Fledermausstollen am Waldrand westlich von Helsen.                                         | Altbaumbestand | 02 004 |
| BW              | dicke Linde                        | Helsen 51° 24′ 1,9″ N, 9° 0′ 14,6″ O            | Markante, landschaftsprägende Linde mit landeskundlicher Bedeutung auf einer Kuppe nördlich von Helsen.       | Linde          | 02 005 |
| BW              | Hutebuche                          | Landau 51° 19′ 59,2″ N, 9° 4′ 28,6″ O           | Mächtige Hutebuche am Hauptwanderweg im Wald südlich Landau.                                                  | Buche          | 02 006 |
| BW              | Eiche                              | Landau 51° 21′ 8,6″ N, 9° 5′ 33,7″ O            | Landschaftsprägende Eiche am oberen Hangbereich eines kleinen Quertales der Watter ca. 300 m nördlich Landau. | Eiche          | 02 007 |
| BW              | Hutewald „Der Stuken“              | Landau 51° 20′ 18,3″ N, 9° 4′ 21,4″ O           | 2,9 Hektar großer Hutewald mit Altbuchen am Festplatz westlich Landau.                                        | Buche          | 02 008 |
| BW              | Feuchtwiese „Unter dem Haidhügel“  | Landau 51° 21′ 46,8″ N, 9° 5′ 54,4″ O           | 1,69 Hektar große Feucht- und Sumpfwiese mit Auenwaldrest im Wattertal, ca. 1,6 km nordöstlich von Landau.    | Feuchtwiese    | 02 009 |
| BW              | Feuchtwiesen „Im Sacker“           | Landau 51° 21′ 10,2″ N, 9° 4′ 48,1″ O           | 2,84 Hektar große Feucht- und Sumpfwiesen im Wattertal, ca. 600 m nördlich von Landau.                        | Feuchtwiese    | 02 010 |
| Fotos hochladen | Friedhofslinde                     | Mengeringhausen 51° 22′ 2,6″ N, 8° 59′ 15,9″ O  | Etwa 500 Jahre alte, historisch wertvolle Linde am Eingang des Friedhofs.                                     | Linde          | 02 011 |
| Fotos hochladen | 2 Gerichtslinden                   | Mengeringhausen 51° 21′ 58,5″ N, 8° 56′ 6,6″ O  | Historische Baumgruppe aus zwei Gerichtslinden vor dem „Unteren Tore“, nordwestlich des Sportplatzes.         | Linde          | 02 012 |
| Fotos hochladen | 2 Kirchenlinden                    | Mengeringhausen 51° 21′ 56,1″ N, 8° 59′ 20,3″ O | Zwei alte Linden an historischer Stelle zwischen Rathaus und Nikolaikirche.                                   | Linde          | 02 013 |
| BW              | Großseggenried „Am Freudenbrunnen“ | Mengeringhausen 51° 21′ 49,2″ N, 8° 57′ 48,7″ O | 0,88 Hektar großes Feuchtgebiet ca. 1 km westlich von Mengeringhausen.                                        | Feuchtgebiet   | 02 014 |
| BW              | Feldgehölz am Elsberg              | Schmillinghausen 51° 26′ 23,2″ N, 9° 0′ 44,4″ O | 4,6 Hektar großes Feldgehölz mit Heideflächen ca. 1 km nordwestlich von Schmillinghausen.                     | Feldgehölz     | 02 015 |
| BW              | Wollgrasmoor                       | Schmillinghausen 51° 25′ 8,8″ N, 9° 0′ 43,5″ O  | 2,7 Hektar großes Niedermoor ca. 1 km südwestlich von Schmillinghausen.                                       | Niedermoor     | 02 016 |
| BW              | Siebringhäuser Teich               | Volkhardinghausen 51° 18′ 45,2″ N, 9° 4′ 8,2″ O | 1,06 ha großes naturnahes Gewässer mit seinen Verlandungszonen ca. 1,5 km südöstlich von Volkhardinghausen.   | Gewässer       | 02 017 |

## Belege
1. ↑  
Anlage 1 zur Verordnung zum Schutze der Naturdenkmäler im Landkreis Waldeck-Frankenberg. (PDF; 374 kB) Landkreis Waldeck-Frankenberg, 18. März 2013, abgerufen am 10. Juni 2022.
2. ↑  
Verordnung zum Schutze der Naturdenkmäler im Landkreis Waldeck-Frankenberg. (pdf; 1,42 MB) Landkreis Waldeck-Frankenberg, 18. März 2013, abgerufen am 24. Januar 2016.
3. ↑  Details 02 001
4. ↑  Details 02 002
5. ↑  Details 02 003
6. ↑  Details 02 004
7. ↑  Details 02 005
8. ↑  Details 02 006
9. ↑  Details 02 007
10. ↑  Details 02 008
11. ↑  Details 02 009
12. ↑  Details 02 010
13. ↑  Details 02 011
14. ↑  Details 02 012
15. ↑  Details 02 013
16. ↑  Details 02 014
17. ↑  Details 02 015
18. ↑  Details 02 016
19. ↑  Details 02 017

- Karte mit allen Koordinaten:
- OSM |
- WikiMap